# Generalplan Ost
Unter dem Begriff Generalplan Ost (GPO) werden eine Reihe von Plänen, Planungsskizzen und Vortragsmaterialien zu einer möglichen neuen Siedlungsstruktur im Rahmen der nationalsozialistischen „Ostpolitik“ zusammengefasst. Diese theoretischen Konzepte bildeten auf der Grundlage der NS-Rassendoktrin eine Planungsgrundlage für eine Kolonisierung und „Germanisierung“ von Teilen Ostmittel- und Osteuropas einschließlich der großangelegten Vernichtung von 30 bis 50 Millionen Menschen aus Bevölkerungsgruppen, die für eine zukünftige Siedlungsstruktur als nicht „geeignet“ angesehen wurden. 
Derartige Schriften wurden seit Frühjahr 1940 durch das Planungsamt des Reichskommissariats für die Festigung deutschen Volkstums (RKF), die Planungsgruppe III B beim Sicherheitsdienst des Reichsführers SS im Reichssicherheitshauptamt (RSHA) und das Institut für Agrarwesen und Agrarpolitik der Berliner Friedrich-Wilhelms-Universität erstellt. An den verschiedenen Planungen in den Jahren von 1940 bis 1942 wurde zunächst im Auftrag des Reichsführers SS Heinrich Himmler, später auch im Auftrag des NS-„Chefideologen“ Alfred Rosenberg gearbeitet. Mit der Kriegswende 1943 waren sowohl der Generalplan Ost als auch der später auf diesem aufbauende Generalsiedlungsplan zum Scheitern verurteilt.

## Hintergrund

### Das Konzept vom „Lebensraum im Osten“
Während die Deutschen im 19. Jahrhundert Kriege zur Erlangung eines einheitlichen Nationalstaates führten und diesen erst mit der Reichsgründung 1871 verwirklichen konnten, trat von den westeuropäischen Staaten aus der Imperialismus bereits in seine Blütezeit. Reichskanzler Bernhard von Bülow begann 1897 für Deutschland zunächst vor dem Reichstag einen „Platz an der Sonne“ zu beanspruchen, was Kolonien und Einflusszonen und insgesamt „Weltpolitik“ heißen sollte. 1916 knüpfte Bülow an den von Gustav Freytag seit 1859 entfalteten Gedanken von der mittelalterlichen Ostsiedlung als der „größten That des deutschen Volkes in jenem Zeitraum“ an und hielt fest: „Die gewaltige östliche Kolonisationsarbeit ist das beste, das dauerndste Ergebnis unserer glanzvollen mittelalterlichen Geschichte.“ Im ersten deutschen Historikerstreit, dem Sybel-Ficker-Streit, ging es vordergründig um die Gegenüberstellung der mittelalterlichen Ostexpansion mit der Italienpolitik der römisch-deutschen Kaiser, aber auch um die Beantwortung der politischen Ausrichtung des entstehenden Nationalstaats. Mit Bezug auf die mittelalterliche Landnahme deutschsprachiger Siedler in Mittel- und Osteuropa wurde die Idee der deutschen Grenzkolonisation zunehmend populär. Mit Gustaf Kossinna und Friedrich Ratzel traten der historischen Betrachtungsweise archäologische und geographische Gesichtspunkte an die Seite, die im imperialistischen Konzert auf die grenzkolonisatorische deutsche Expansion zum „Lebensraum im Osten“ setzten. Paul de Lagarde übersetzte sie seit 1875 am wirkungsvollsten und nachhaltigsten in politische Forderungen, indem er die „allmähliche Germanisierung Polens“ als höchstes Ziel deutscher Politik propagierte. Das ließ in der deutschen Gesellschaft, besonders unter nationalistisch eingestellten Intellektuellen, zunehmend die Vorstellung von einem naturgegebenen spezifischen „deutschen Drang nach Osten“ entstehen. Bei der Gründung des „Alldeutschen Verbandes“ hieß es 1891: „Der alte Drang nach dem Osten soll wiederbelebt werden.“ Die völkische Bewegung im wilhelminischen Kaiserreich verbreitete diese Ideen weiter. Auch die 1918 entwickelten deutschen Kriegsziele im Osten während des Ersten Weltkriegs standen in dieser Tradition. Die Vorstellung, die sozialen Probleme und die vermeintliche Überbevölkerung Deutschlands durch die Gewinnung neuen Siedlungsgebietes in Osteuropa zu lösen, wurde mit dem Schlagwort vom „Volk ohne Raum“ ausgedrückt, das während der 1920er Jahre in der Zeit der Weimarer Republik u. a. durch den Schriftsteller Hans Grimm verbreitet wurde; außerdem wurde die Lebensraumidee durch den Geografen Karl Haushofer, einen bedeutenden Vordenker des Nationalsozialismus, propagiert.

### Ostimperialismus in der Zeit des Nationalsozialismus

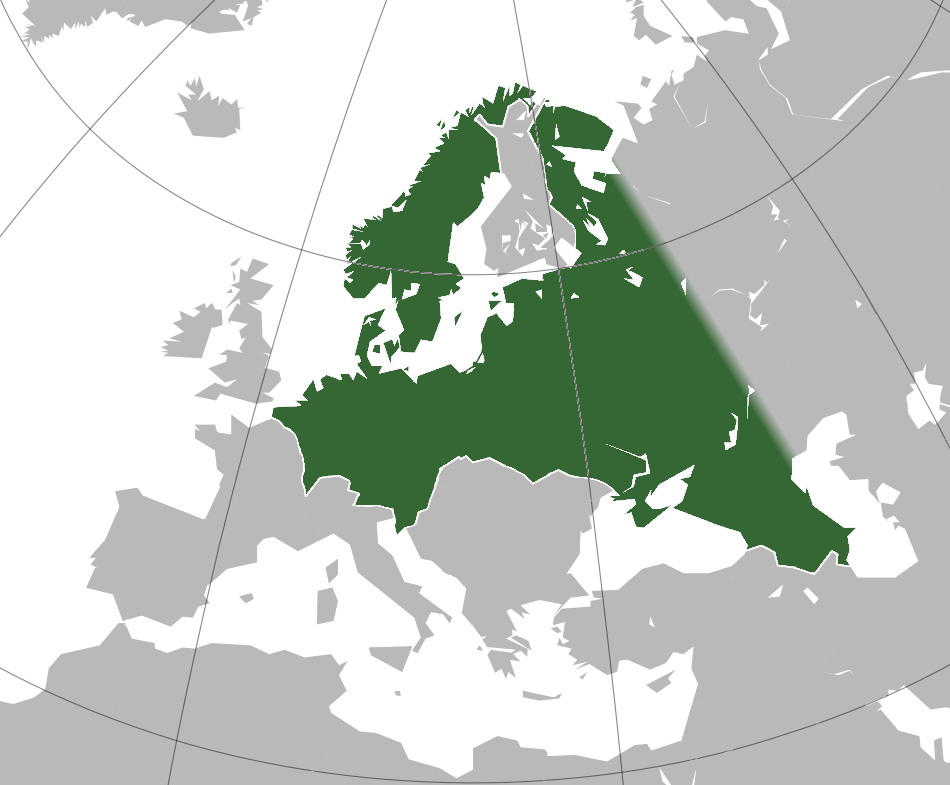
Geplante Ausdehnung des Großdeutschen Reiches im Zuge des Generalplans Ost

Mit der Eroberung des Westteils von Polen sollten Vorstellungen zur Besiedelung dieses Gebietes verwirklicht werden. Aufschlussreich ist die Verwendung des Begriffs „Ober-Ost“ in Hitlers Geheimerlass vom 7. Oktober 1939 zur „Festigung deutschen Volkstums“. In Abschnitt II heißt es: „In den besetzten ehemals polnischen Gebieten führt der Verwaltungschef Ober-Ost die dem Reichsführer SS übertragenen Aufgaben nach dessen allgemeinen Anordnungen aus. Der Verwaltungschef Ober-Ost und die nachgeordneten Verwaltungschefs der Militärbezirke tragen für die Durchführung die Verantwortung.“ Der Agrarwissenschaftler Konrad Meyer, seit 1939 in enger Beziehung zu der von Albert Brackmann geleiteten und für Ostforschung zuständigen Publikationsstelle Berlin-Dahlem stehend und wie Brackmann ein Anhänger der „ostkolonisatorischen Mission“, war nach dem Überfall auf Polen schon im April/Mai 1940 planerisch für den „deutschen Neuaufbau im Osten“ in den eingegliederten Ostgebieten, den Reichsgauen Wartheland und Danzig-Westpreußen, tätig geworden. Ein größerer Gesamtplan wurde zwei Tage nach dem Angriff auf die Sowjetunion am 22. Juni 1941 durch Heinrich Himmler bei Meyer in Auftrag gegeben, mit dem Himmlers Siedlungsprogramm konkretisiert werden sollte. Die erste Fassung des Plans lag am 15. Juli 1941 vor; Himmler ordnete daraufhin am 30. Juli 1941 bei einem Besuch in Lublin gegenüber dem dortigen SS- und Polizeiführer Odilo Globocnik an, „ein Großsiedlungsgebiet im Raum um die bereits vorhandenen volksdeutschen Kolonien bei Zamość“ zu schaffen (vgl. Aktion Zamość). Im Zuge dieser Aktion wurden rund 110.000 Polen aus dem Kreis Zamość aus 300 Dörfern ausgesiedelt. Sie stellte neben der Besiedlungsaktion in Hegewald bei Schytomyr den einzigen, maßgeblichen Versuch der deutschen Siedlungspolitik dar.
Gründe für die Wahl auf Zamość waren die Existenz von Nachkommen deutscher Siedlungen aus dem 18. Jahrhundert und die verkehrs- und geopolitisch günstige Lage des Raumes Zamość, der als Verbindungsbrücke zwischen dem Reich und den besetzten Gebieten der UdSSR geeignet war.
Einige Planungen sahen vor, Teile der Bevölkerung Polens und der westlichen Teile der Sowjetunion nach Sibirien zu deportieren. Nach der am 28. Mai 1942 vorgelegten und im Dezember noch einmal überarbeiteten Version sollten das Wartheland, Ostoberschlesien und Westpreußen einschließlich von Teilen des „Generalgouvernements Polen“ (GG) völlig „eingedeutscht“ und in Teilen der eroberten Sowjetunion drei „Reichsmarken“ gebildet werden:
1. „Ingermanland“ südlich von Leningrad;
2. das Narewgebiet mit Białystok und Litauen;
3. der „Gotengau“ mit Krim und dem Gebiet um Cherson.

Die für die „Eindeutschung“ zunächst gesetzte Frist von 25 Jahren wurde am 23. Dezember 1942 noch einmal auf 20 Jahre herabgesetzt und Böhmen und Mähren, Elsaß-Lothringen, die Untersteiermark und Oberkrain wurden auf Himmlers Wunsch ebenfalls der Planung zugeordnet. Die „frei gewordenen Gebiete“ in Osteuropa sollten mit mehreren Millionen Deutschen besiedelt werden. Voraussetzung zur vollen Umsetzung der Pläne wäre der militärische Sieg gegen die Sowjetunion gewesen.
Nach den Niederlagen der deutschen Truppen bei Moskau (Winter 1941/1942) und Stalingrad (Winter 1942/43) rückte die Verwirklichung des Plans jedoch in immer weitere Ferne. Der Grad des tatsächlichen Umfangs und die Frage, welche Teile des GPO tatsächlich umgesetzt worden wären bzw. wurden, ist bis heute Gegenstand verschiedener wissenschaftlicher Kontroversen. Hierbei ist anzumerken, dass es sich beim GPO um verschiedene, teils konkurrierende Planungen unterschiedlicher Stellen handelte. Diese Planungskonkurrenz kann hierbei als typisch für viele NS-Projekte angesehen werden, da das Führerprinzip zumeist eine klare Abgrenzung der Planungshoheiten verhinderte. Insofern ist unklar, welche Planungen oder Planungsaspekte tatsächlich weiter verfolgt worden wären. Auch das Fehlen einiger Planungsdokumente (seit 1945 verschollen) erschwert die Forschung. Himmler selbst entwarf aber in einer Rede vor SS- und Polizeiführern des Gebiets Russland-Süd in Hegewald bei Schytomyr am 16. September 1942 und in einer zweiten vor SS-Junkern in Bad Tölz am 22. November 1942 unter der Überschrift „Heute Kolonie, morgen Siedlungsgebiet, übermorgen Reich!“ ein aufschlussreiches Bild von seinen eigenen Vorstellungen.

## Vertreibung und Vernichtung der slawischen Bevölkerung Osteuropas
Da die Mehrheit der einheimischen slawischen Völker für eine Eindeutschung sowie eine zukünftige Siedlungsstruktur als „ungeeignet“ angesehen wurde und eine „Germanisierung“ nur für einen kleinen Teil geplant war, plante man mit einer Besiedlung durch Volksdeutsche bzw. Nordeuropäer einhergehend gleichzeitig eine drastische Dezimierung der einheimischen Bevölkerung – insgesamt von 30 Millionen, davon im Einzelnen:
- Vernichtung oder Vertreibung von 80–85 % der Polen;
- Vernichtung oder Vertreibung von 50–75 % der Tschechen;
- Vernichtung von 50–60 % der Russen im europäischen Teil der Sowjetunion, weitere 15–25 % waren zur Verlegung in den Osten (d. h. zur Umsiedlung bzw. Vertreibung hinter den Ural, nach Sibirien) vorgesehen;
- Vernichtung von 25 % der Ukrainer und Weißrussen, weitere 30–40 % der Ukrainer und weitere 30–50 % der Weißrussen sollten in den Osten „ausgewiesen“ werden.

Tatsächlich wurden im nationalsozialistischen Vernichtungskrieg bis Kriegsende mehr als 30 Millionen Militärangehörige und Zivilisten osteuropäischer Staaten getötet. Die Sowjetunion verlor 10 % ihrer Bevölkerung (die Ukraine und Weißrussland 25 %), Polen 17 %. Neben Russen, Ukrainern, Weißrussen, Polen, Tschechen, Slowaken usw. zählten ebenso Angehörige nichtslawischer Völker (vor allem Juden, Roma und Sinti, aber auch Esten, Letten, Litauer, Tataren, Kaukasier, Karelier usw.) zu den Opfern.
Der Osteuropa-Historiker Timothy Snyder sieht in dem deutschen Hungerplan vom Mai 1941, demzufolge „… landwirtschaftliche Erzeugnisse aus der Ukraine und aus Südrussland […] nach Deutschland geschafft und damit rund 30 Millionen Menschen in Weißrussland, in Nordrussland und in sowjetischen Großstädten dem Hungertod preisgegeben werden …“ sollten; im Wesentlichen „… ein Vorspiel zum ‚Generalplan Ost‘ …“ und diesen im Kern als „… Plan zur Kolonisierung der westlichen Sowjetunion, der rund 50 Millionen Menschen zu seiner Dispositionsmasse machte.“

### Ausgearbeitete Varianten des Generalplans Ost
Diese Schriften wurden vom Planungsamt des Reichskommissar für die Festigung deutschen Volkstums (RKF), der Planungsgruppe III B im Amt III (SD-Inland) des Reichssicherheitshauptamtes der SS und dem Institut für Agrarwesen und Agrarpolitik der Berliner Friedrich-Wilhelms-Universität erstellt. Im Einzelnen handelte es sich um folgende Dokumente:

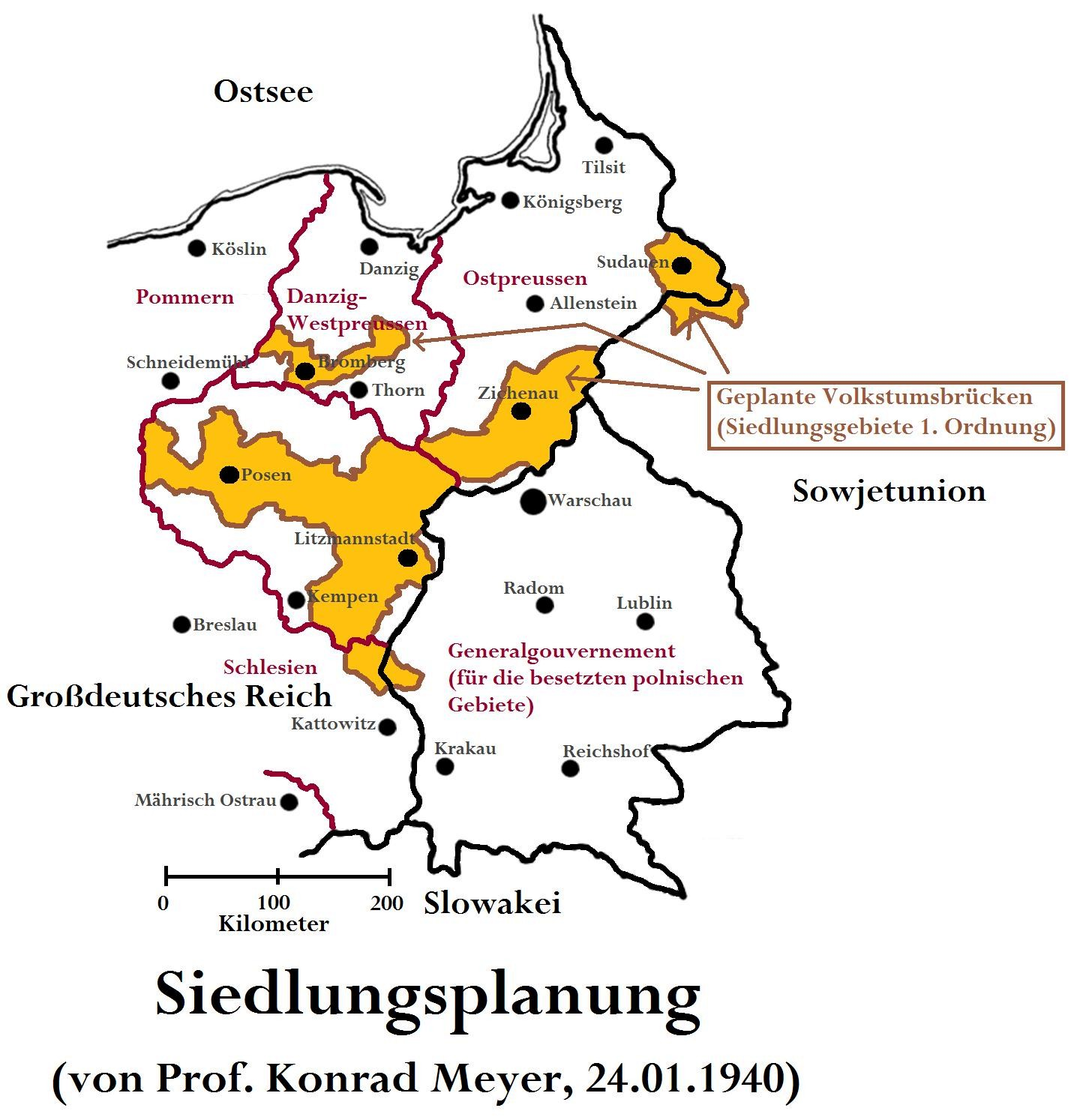
Geplante sogenannte deutsche Volkstumsbrücken (Siedlungsplanung), d. h. vollständig deutsch zu besiedelnde Gebiete, 1940

- Dokument 1: „Planungsgrundlagen“, erstellt im Februar 1940 durch das Planungsamt des RKF (Umfang: 21 Seiten). Inhalt: Beschreibung des Umfangs der geplanten Ostsiedlung in Westpreußen und im Wartheland. Das beplante Gebiet sollte eine Fläche von 87.600 km² umfassen, davon 59.000 km² landwirtschaftliche Nutzfläche. In diesem Gebiet sollten rund 100.000 Siedlerhöfe zu 29 ha eingerichtet werden. Insgesamt sollten rund 4,3 Millionen Deutsche in diesen Gebieten angesiedelt werden; davon 3,15 Millionen im ländlichen Raum und 1,15 Millionen im städtischen Raum. Hierzu sollten sukzessive 560.000 Juden (100 % aller Personen dieser Ethnie im Planungsgebiet) und 3,4 Millionen Polen (44 % aller Personen dieser Ethnie im Planungsgebiet) entfernt werden. Zu den Gesamtkosten des Plans wurden keine Schätzungen vorgenommen.
- Dokument 2: Materialien zum Vortrag „Siedlung“, erstellt im Dezember 1940 durch das Planungsamt des RKF (Umfang 5 Seiten). Inhalt: Grundsatzartikel zu „Landbedarf für die notwendige Aussiedlung aus dem Altreich“ mit konkreter Forderung von 130.000 km² für 480.000 neue, lebensfähige Siedlerhöfe zu 25 ha, dabei 40 % Zuschlag für Wald, Wehrmacht, Reserveflächen im Wartheland und Generalgouvernement Polen.
- Dokumente, erstellt nach dem Angriff auf die Sowjetunion am 22. Juni 1941.
- Dokument 3 (verschollen, genauer Inhalt unbekannt): „Generalplan Ost“, erstellt im Juli 1941 durch das Planungsamt des RKF. Inhalt: Beschreibung des Umfangs der geplanten Ostsiedlung in der Sowjetunion mit konkreter geographischer Abgrenzung der einzelnen Siedlungsgebiete.
- Dokument 4 (verschollen, genauer Inhalt unbekannt): „Gesamtplan Ost“, erstellt im Dezember 1941 durch die Planungsgruppe III B des Amts III (SD-Inland) des RSHA unter SS-Standartenführer Hans Ehlich. Inhalt: Beschreibung des Umfangs der geplanten Ostsiedlung in der Sowjetunion und dem Generalgouvernement mit konkreter geographischer Abgrenzung der einzelnen Siedlungsgebiete.
- Dokument 5: „Generalplan Ost“, erstellt am 28. Mai 1942 durch das Institut für Agrarwesen und Agrarpolitik der Berliner Friedrich-Wilhelms-Universität (Umfang: 84 S.).[13]
 Inhalt: Beschreibung des Umfangs der geplanten Ostsiedlung in der Sowjetunion mit konkreter geographischer Abgrenzung der einzelnen Siedlungsgebiete. Das beplante Gebiet sollte 364.231 km² umfassen, einschließlich 36 „Siedlungsstützpunkten“ und drei „Siedlungsmarken“ im Großraum Leningrad (heute Sankt Petersburg), Krim-Cherson-Gebiet und im Memel-Narew-Gebiet (Bezirk Białystok und Westlitauen). Hierbei sollten Siedlerhöfe mit 40–100 ha Fläche sowie landwirtschaftliche Großbetriebe mit mindestens 250 ha Fläche entstehen. Die Zahl der hierfür benötigten Siedler wurde auf 5,65 Millionen geschätzt.[14] Hierzu sollten aus dem geplanten Gebiet rund 31 Millionen Menschen nach Sibirien deportiert oder ermordet werden.[15][16] Die Kosten der Planungen wurden auf 66,6 Milliarden Reichsmark geschätzt.
- Dokument 6: „Generalsiedlungsplan“, erstellt im September 1942 durch das Planungsamt des RKF (Umfang: 200 Seiten einschließlich 25 Karten und Tabellen).
 Inhalt: Beschreibung des Umfangs der geplanten Siedlungen in allen dafür vorgesehenen eroberten Gebieten mit konkreter geografischer Abgrenzung der einzelnen Siedlungsgebiete. Das beplante Gebiet sollte 330.000 km² mit 360.100 landwirtschaftlichen Betrieben umfassen. Die Zahl der hierfür benötigten Siedler wurde auf 12,21 Millionen Menschen (davon land- und forstwirtschaftliche Berufszugehörige: 2,859 Millionen) geschätzt. Hierzu sollten aus dem beplanten Gebiet rund 30,8 Millionen Menschen entfernt werden. Die Kosten der geplanten Maßnahmen wurden auf 144 Milliarden Reichsmark geschätzt.

Siehe auch:
- Reichskommissariat Ukraine
- Reichskommissariat Ostland
- Reichskommissariat Moskowien (geplant)

### Verwirklichte Teilelemente der Planungen
Bedingt durch den Kriegsverlauf kam es nur zu Umsetzungen von Teilelementen der Planungen, die in Zusammenhang mit folgenden Dokumenten stehen:
Dokument 1: „Planungsgrundlagen“, erstellt im Februar 1940 durch das Planungsamt des RKF (Umfang: 21 S.). Inhalt: Beschreibung des Umfangs der geplanten Ostsiedlung in Westpreußen und im Wartheland. In den beiden direkt in das Deutsche Reich eingegliederten Gebieten wurden folgende bevölkerungspolitische Maßnahmen umgesetzt.
- Reichsgau Wartheland
- Erster Nahplan. Gemäß diesem Plan wurden bis zum 17. Dezember 1939 87.883 Menschen (ethnische Polen und Juden) aus dem Wartheland ins Generalgouvernement deportiert.
- Zwischenplan. Gemäß diesem Plan wurden vom 10. Februar bis zum 15. März 1940 insgesamt 40.128 Menschen (ethnische Polen und Juden) ins Generalgouvernement deportiert.
- Zweiter Nahplan. Gemäß diesem Plan wurden von Mai 1940 bis zum 20. Januar 1941 121.594 Menschen (ethnische Polen und Juden) ins Generalgouvernement deportiert.

Darüber hinaus wurden bis zum 15. März 1941 weitere 19.226 Personen ins Generalgouvernement gebracht. Diese Angaben ergeben zusammen eine Deportiertenzahl von 280.606 Personen. Einige Historiker gehen sogar von höheren geschätzten Deportiertenzahlen aus, bis zu einem Maximum von 650.000 Personen für das Gebiet des Reichsgaues Wartheland.
- Reichsgau Danzig-Westpreußen

Bis zum Stopp der Deportationen 1942 wurden mehrere zehntausend Personen (ethnische Polen und Juden) aus dem Reichsgau Danzig-Westpreußen ins Generalgouvernement deportiert.

Karte zu Dokument 5: Generalplan Ost mit Stützpunkten und Marken

Dokument 5: „Generalplan Ost“, erstellt im Mai 1942 durch das Institut für Agrarwesen und Agrarpolitik der Berliner Friedrich-Wilhelms-Universität (Umfang 68 S.). Inhalt: Beschreibung des Umfangs der geplanten Ostsiedlung in der Sowjetunion mit konkreter geographischer Abgrenzung der einzelnen Siedlungsgebiete.
Innerhalb dieses Planes werden auch aufzubauende Siedlungsstützpunkte aufgeführt. In zwei Gebieten, nämlich im Gebiet des Generalgouvernements und der westlichen Ukraine, wurde das Konzept teilweise umgesetzt.
- Gebiet Zamość

Im Rahmen der Aktion Zamość sollten das Gebiet der Stadt und der Kreis Zamość „deutsch besiedelt“ und die dort lebende polnische Bevölkerung deportiert werden. Um dieses Vorhaben umzusetzen, wurde Ende 1942 auf Befehl des HSSPF Lublin, Odilo Globocnik, die aus volksdeutschen Siedlern bestehende SS-Landwacht Zamosc aufgestellt. Es sollten 60.000 Ansiedler – polnische „Deutschstämmige“ und vor allem „Volksdeutsche“ – angesiedelt werden. Dafür wurden rund 110.000 Polen ausgesiedelt. Tatsächlich konnten aber nur 9000 deutsche Siedler angesiedelt werden. Aufgrund des starken Anwachsens der Partisanenbewegung in diesem Gebiet scheiterte die Ansiedelung weiterer Personen. Offiziell eingestellt wurden die Maßnahmen im August 1943.
- Gebiet Schytomyr

Fast gleichzeitig mit der Aktion Zamość wurde zwischen Herbst 1942 und Ende 1943 auch in Hegewald bei Schytomyr um Himmlers Hauptquartier herum der Aufbau eines Siedlungsstützpunkts begonnen: In diesem Gebiet wurden rund 15.000 Ukrainer deportiert und 10.000 Volksdeutsche an ihrer statt angesiedelt.

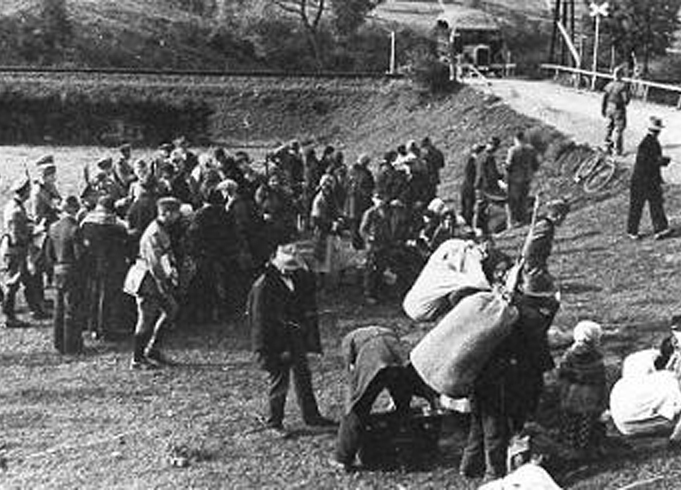
Vertreibung von Polen durch die Wehrmacht – Saybusch-Aktion, 1940
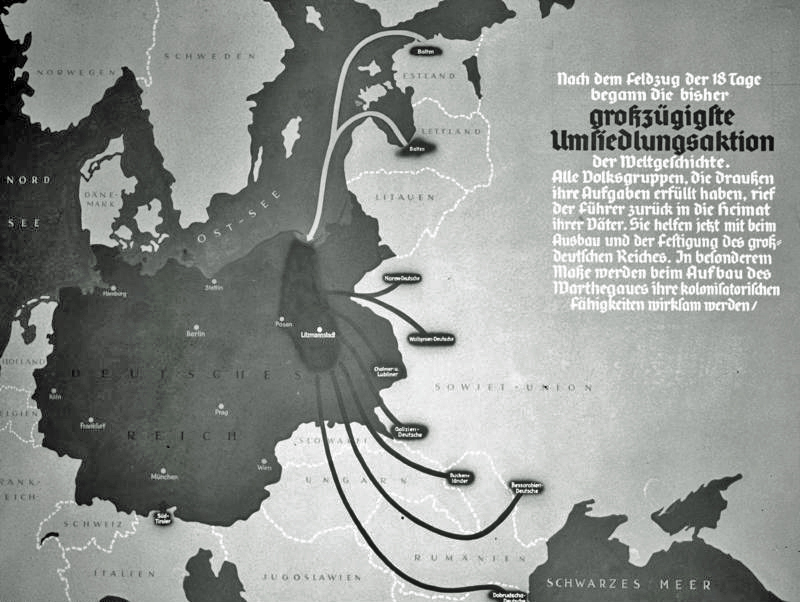
„[…] großzügigste Umsiedlungsaktion der Weltgeschichte.“ Propagandaplakat zur Kolonisierung des Warthegaues
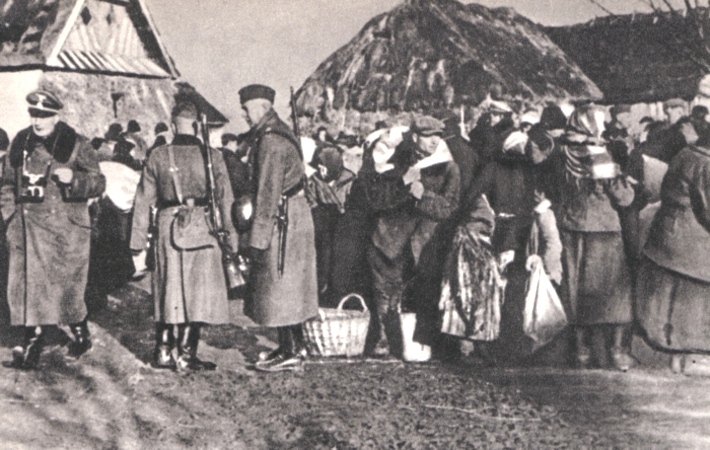
Vertreibung von Polen durch die SS – Aktion Zamość, 1942
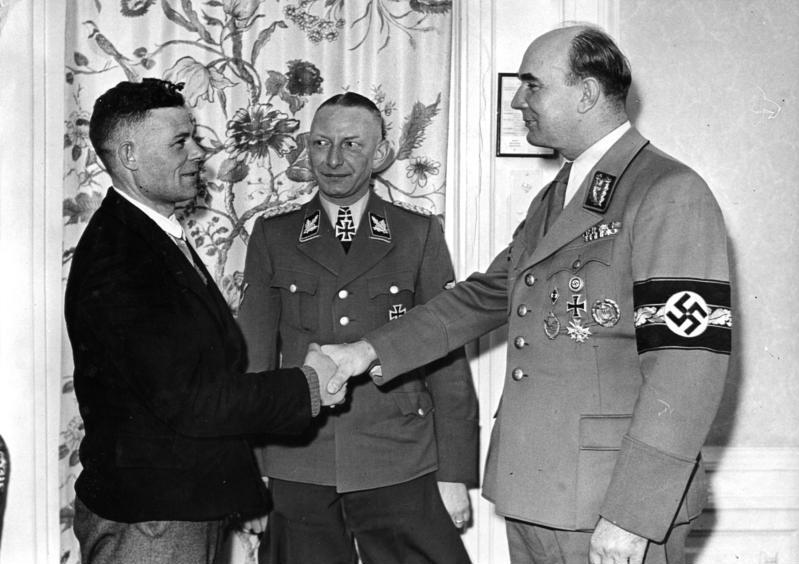
Arthur Greiser begrüßt den Millionsten wieder angesiedelten Volksdeutschen, Litzmannstadt, März 1944

Dokument 6: „Generalsiedlungsplan“, erstellt im September 1942 durch das Planungsamt des RKF (Umfang: 200 S. einschl. 25 Karten und Tabellen).
Zwei im Generalsiedlungsplan detailliert genannte Teilelemente wurden umgesetzt:
1. Umsiedlungen im sogenannten Ranner Dreieck im CdZ-Gebiet Untersteiermark (heutiges Slowenien):
 Rund 40.000 Slowenen aus dem Gebiet des Ranner Dreiecks wurden deportiert, um Platz zu schaffen für die Umsiedlung von 12.000 Deutschen aus dem Gebiet der Gottscheer Sprachinsel (Gottschee lag im von Italien annektierten Gebiet Südsloweniens).[21]
2. Rund 100.000 französischsprachige Menschen wurden aus dem Elsass, Lothringen und Luxemburg ins unbesetzte Frankreich deportiert. Schwerpunkt dieser Maßnahmen war das französischsprachige Gebiet um die nordwestlothringische Stadt Metz.[22]
 Der Verlauf des Zweiten Weltkriegs verhinderte die weitere Umsetzung der verschiedenen Planungen. Bis heute ist nicht abschließend geklärt, ob bzw. welcher der verschiedenen Pläne am Ende handlungsleitend sein sollte. Diese Problematik ergibt sich insbesondere aufgrund der konkurrierenden Planungssituation (verschiedene Einrichtungen bzw. Institute entwickelten jeweils eigene unterschiedliche Pläne) und der Tatsache, dass wichtige Planungsdokumente seit 1945 verschwunden sind, deren Inhalt sich nicht mehr rekonstruieren lässt.

## Die „Lehns-“ und „Mark-“Begriffe in den Planungen und ihre Geschichte
Die potenziellen Siedler werden im GPO „Lehnsnehmer“ genannt. Weitere in diesem Zusammenhang verwendete Begriffe sind „Belehnung“, „Lehensfähige“, „Lehenshöfe und -stellen“, „Zeitlehen“, „Erblehen“, „Lehensgerichte“. Alle diese Begriffe stammen aus der Zeit des Lehnswesens. Das „Lehen“ als zur Nutzung verliehener Besitz geht als Wort auf das Altgermanische zurück und bestimmte seit dem 8. Jahrhundert die feudale Rechts- und Gesellschaftsordnung des Mittelalters.
In den verschiedenen Entwürfen ist außerdem von den zu schaffenden Siedlungsgebieten als „Siedlungsmarken“ oder „Reichsmarken“ „an der vordersten Front des deutschen Volkstums gegenüber dem Russen- und Asiatentum“ (Entwurf vom 28. Mai 1942) die Rede, an deren Spitze jeweils ein „Markhauptmann“ zu stehen kommen sollte. Insgesamt hätten die Marken unter der Hoheitsgewalt des Reichsführers SS gestanden.
Auch außerhalb des GPO wurde die „Mark-“Bezeichnung für die in Osteuropa bis 1942 besetzten Gebieten verwendet. So hatte der Reichskommissar Ukraine, Erich Koch, vor, die Ukraine als neue „deutsche Ostmark“ in ein wirtschaftliches Ausbeutungsobjekt für das Großdeutsche Reich zu verwandeln.
Der „Mark“-Begriff verweist wie der „Lehns-“Begriff auf das Mittelalter. Er findet sich im Fränkischen Reich seit Karl dem Großen z. B. in der Awarenmark als dem Ursprungsgebiet der marchia orientalis bzw. Ostarrîchi und später im Ostfrankenreich seit Heinrich I. und Otto dem Großen (vgl. Sächsische Ostmark). Der Begriff Mark bezeichnete davon ausgehend im mittelalterlichen Europa das Grenzgebiet eines Reiches. Der Etymologie nach kommt „Mark“ vom althochdeutschen „marcha“, was „Grenze“ heißt und im Mittelhochdeutschen auch „Grenzland“, „Gau“ oder allgemeiner „Gebiet“ bedeuten kann. „Grenze“ ist indessen ein im 13. Jahrhundert aus dem Westslawischen entlehntes Wort, das „sich von den östlichen Kolonisationsgebieten aus allmählich über das dt. Sprachgebiet ausgebreitet [hat] und das heimische Wort Mark […] verdrängt“ (vgl. Duden, Band 7: Etymologie).

## Folgen des Vorrückens der Ostgrenze
Adolf Hitler hatte am 15. März 1938 nach dem „Anschluss“ Österreichs als seinem „Unternehmen Otto“ vom Balkon der Hofburg in Wien seinen neuen Landsleuten ihre Aufgabe erklärt: „Die älteste Ostmark des deutschen Volkes soll von jetzt ab damit das jüngste Bollwerk der deutschen Nation und damit des Deutschen Reiches sein.“ 1942 war mit dem Vorrücken der Grenze im osteuropäischen Kriegsgebiet die Stellung der „ältesten Ostmark“ als „jüngstes Bollwerk“ überholt, so dass sowohl die „Bayerische Ostmark“ in „Gau Bayreuth“ umbenannt wie auch die kurzfristige Bezeichnung „Ostmark“ für Österreich auf Befehl Hitlers am 19. Januar 1942 in „Donau- und Alpenreichsgaue“ umgewandelt wurde.
Nachdem die im Sommer 1942 erfolgende Offensive der Wehrmacht die Grenze weiter nach Osten verschoben hatte, befahl Himmler im November die Ausführung der „Aktion Zamość“. Er wollte dort altes deutsches Kolonialgebiet identifiziert haben, nachdem „sein Vorposten im Osten“ Globocnik dort auf Spuren deutscher Siedler gestoßen war.

## Aufarbeitung
Im Nürnberger Prozess Rasse- und Siedlungshauptamt der SS wurde von der Anklage der Plan als Beweis für eine Umvolkungspolitik vorgebracht, deren Tatbestände ein Verbrechen gegen die Menschlichkeit seien. Ehemalige Mitarbeiter des RKF-Planungshauptamt wie Erhard Mäding, Herbert Morgen, Josef Umlauf und Walter Christaller betonten aber in eidesstattlichen Erklärungen, dass es sich um theoretische Grundlagenforschung gehandelt habe und der Plan ein reines Hirngespinst geblieben sei. Im Urteil hieß es dann, dass angabegemäß ein ordnungsgemäßer Wiederaufbau im Osten vorgesehen gewesen sei und der Plan keine Evakuierungen und einschneidenden Maßnahmen vorsah, wie sie aber tatsächlich im Rahmen des Wiedereindeutschungsprogramms durchgeführt wurden.

## Filme
- Blutiger Boden, deutscher Raum. Die Siedlungspläne der SS, Dokumentarfilm, 52 min, ORF/3sat/Hengster Filmproduktion 2024, Buch und Regie: Andreas Kurz.